# Kanton Saint-Étienne-Sud-Ouest-2
Kanton Saint-Étienne-Sud-Ouest-2 (francouzsky Canton de Saint-Étienne-Sud-Ouest-2) je francouzský kanton v departementu Loire v regionu Rhône-Alpes. Tvoří ho jihozápadní část města Saint-Étienne.